# Верховна Рада Республіки Білорусь
Верховна Рада Республіки Білорусь (біл. Вярхоўны Савет Рэспублікі Беларусь) — у 1990–1996 роках — постійно чинний парламент. З 1996 року функції парламенту виконують Національні збори.

## Повноваження
До 1994 року в країні зберігалась дія Конституції БРСР 1978 року, відповідно до якої Верховна Рада мала повноваження прийняти на розгляд і вирішити будь-яке питання, що віднесено до відомства Республіки Білорусь. До виняткового її відомства, відповідно до статті 97, належало:
1) прийняття Конституції Республіки Білорусь, внесення до неї змін;
2) призначення виборів народних депутатів Білорусі, народних депутатів місцевих Рад і затвердження складу Центральної комісії з виборів;
3) прийняття рішень з питань національно-державного устрою, віднесених до відомства Білорусі;
4) вирішення питань, пов'язаних зі зміною кордонів Білорусі з іншими союзними республіками; участь у визначенні державного кордону СРСР, якщо це призводить до зміни території Республіки Білорусь;
5) визначення основних напрямків внутрішньополітичної та зовнішньополітичної діяльності Білорусі відповідно до основних напрямків внутрішньої та зовнішньої політики СРСР;
6) затвердження державного плану та найважливіших республіканських програм економічного та соціального розвитку Республіки Білорусь, державного бюджету; контроль за ходом виконання плану й бюджету, затвердження звітів про їх виконання; внесення у разі необхідності змін до плану та бюджету;
7) обрання голови Верховної Ради;
8) обрання першого заступника і заступників голови Верховної Ради;
8-1) створення Ради безпеки Білорусі;
9) обрання Комітету конституційного нагляду Республіки Білорусь;
10) призначення голови Ради міністрів, затвердження за його поданням складу Ради міністрів, внесення до нього змін; створення та ліквідація за пропозицією Ради міністрів міністерств і державних комітетів Білорусі;
10-1) обрання голови Контрольної палати Республіки Білорусь;
11) обрання Верховного Суду, Генерального прокурора, голови Комітету державної безпеки, призначення Головного державного арбітра, голови правління Національного банку Республіки Білорусь; затвердження колегії Державного арбітражу; обрання суддів обласних та Мінського міського судів;
12) здійснення права законодавчої ініціативи на З'їзді народних депутатів СРСР й у Верховній Раді СРСР;
13) заслуховування звітів органів та посадових осіб, яких вона призначає чи обирає;
14) здійснення в межах компетенції Республіки Білорусь законодавчого регулювання порядку реалізації конституційних прав, свобод та обов'язків громадян, відносин власності, організації управління народним господарством та соціально-культурним будівництвом, бюджетно-фінансової системи, оплати праці та ціноутворення, оподаткування, охорони навколишнього середовища та використання природних ресурсів, а також відносин у галузі державного будівництва й інших відносин, регулювання яких належить до відомства Республіки Білорусь;
14-1) розгляд за пропозицією Ради безпеки пропозицій про запровадження надзвичайного стану;
15) тлумачення законів Республіки Білорусь;
16) встановлення порядку організації та діяльності місцевих органів державної влади, а також республіканських і місцевих органів державного управління; визначення правового статусу громадських організацій Білорусі;
17) визначення порядку вирішення питань адміністративно-територіального устрою Республіки Білорусь; створення та ліквідація областей;
18) спрямування діяльності Рад народних депутатів;
19) ратифікація й денонсація міжнародних угод Білорусі;
19-1) питання захисту суверенітету й територіальної цілісності; визначення внутрішньої та зовнішньої політики в галузі оборони та військового будівництва; запровадження воєнного стану на території республіки чи в окремих її районах, оголошення стану війни, загальної або часткової мобілізації; прийняття рішень про скасування воєнного стану, про припинення стану війни та про укладення миру;
19-2) прийняття рішення про використання контингенту Збройних Сил Білорусі;
20) започаткування державних нагород; встановлення почесних звань;
21) прийняття рішення про проведення народного голосування (референдуму);
22) видання республіканських актів про амністію;
23) право скасування указів та постанов Президії Верховної Ради, розпоряджень голови Верховної Ради, постанов і розпоряджень Ради Міністрів;
24) скасування рішень обласних та Мінської міської Рад народних депутатів у разі невідповідності їх Конституції СРСР, Конституції Республіки Білорусь, законам СРСР та Республіки Білорусь;
25) призупинення дії актів союзних та союзно-республіканських міністерств і відомств СРСР у разі їх протиріччя законам СРСР та Білорусі.
Верховна Рада могла передати частину цих повноважень Раді Міністрів на певний термін.
1994 року було прийнято нову конституцію, за якою Верховна Рада:
1) призначає республіканські референдуми;
2) приймає та змінює конституцію;
3) приймає закони та постанови і здійснює контроль за їх виконанням;
4) дає тлумачення Конституції та законів;
5) призначає чергові вибори депутатів Верховної Ради й місцевих Рад депутатів; вибори Президента;
6) створює Центральну комісію з виборів та проведення республіканських референдумів;
7) обирає Конституційний суд, Верховний суд, Вищий господарчий суд, генерального прокурора, голову й раду Контрольної палати, голову та членів правління Національного банку Республіки Білорусь;
8) визначає порядок вирішення питань адміністративно-територіального устрою держави;
9) визначає основні напрямки внутрішньої та зовнішньої політики Білорусі;
10) затверджує республіканський бюджет, звіт про його виконання, нормативи відрахувань від загальнодержавних податків і прибутків до місцевих бюджетів;
11) встановлює республіканські податки і збори, здійснює контроль за грошовою емісією;
12) ратифікує та денонсує міжнародні угоди;
13) приймає рішення про амністію;
14) визначає військову доктрину;
15) оголошує війну та укладає мир;
16) затверджує державні нагороди, класні чини та звання;
17) приймає постанови про розпуск місцевих Рад депутатів і призначає нові вибори у разі систематичного чи грубого порушення ними вимог законодавства;
18) скасовує розпорядження голови Верховної Ради у випадках, якщо вони суперечать законам і постановам Верховної Ради.
Конституція також передбачала, що «Верховна Рада може вирішувати інші питання відповідно до Конституції».
За підсумками референдуму 1996 року Верховну Раду було ліквідовано, а її повноваження було поділено між Президентом і двопалатними Національними зборами РБ.

## Голови Верховної Ради Республіки Білорусь
- Шушкевич Станіслав Станіславович (19.09.1991 — 26.01.1994)
- Кузнецов В'ячеслав Михайлович (в. о.) (26.01.1994 — 28.01.1994)
- Гриб Мечислав Іванович (28.01.1994 — 9.01.1996)
- Шарецький Семен Георгійович (в. о.) (10.01.1996 — 27.11.1996)